# Nephodia nigra
Nephodia nigra är en fjärilsart som beskrevs av Paul Dognin 1913. Nephodia nigra ingår i släktet Nephodia och familjen mätare. Inga underarter finns listade i Catalogue of Life.